# Barmen
Barmen è un distretto urbano (Stadtbezirk) di Wuppertal. E luogo di nascita di Friedrich Engels 
Ha una superficie di 15,4 km² e una popolazione (2008) di 58 498 abitanti.

## Geografia antropica

### Suddivisioni amministrative
Quartieri
Il distretto urbano di Barmen è diviso in 10 quartieri demografici (Quartier):
- 50 Barmen-Mitte
- 51 Friedrich-Engels-Allee
- 52 Loh
- 53 Clausen
- 54 Rott
- 55 Sedansberg
- 56 Hatzfeld
- 57 Kothen
- 58 Hesselnberg
- 59 Lichtenplatz